# Nyanpire
Nyanpire: The Gothic World of Nyanpire (にゃんぱいあ: The Gothic World of Nyanpire Nyanpaia: The Gothic World of Nyanpire?) es una serie de manga dōjinshi escrito e ilustrado por Yukiusa acerca de un gato negro que se convierte en un vampiro después de ser abandonado. Una serie de anime creada por Gonzo comenzó a transmitirse en Japón el 6 de julio de 2011.

## Argumento
Un pequeño gatito abandonado es rescatado por un vampiro, que le da de beber un poco de su sangre, lo que le permite volver a nacer como un gato vampiro llamado Nyanpire. La serie sigue Nyanpire, viviendo con su dueña humana, Misaki, y a lo largo de la serie va conociendo a otros gatos.

## Personajes
Nyanpire (にゃんぱいあ?)
 Seiyū: Ami Koshimizu
Es un gato vampiro de color negro el que le gusta la sangre, pero también le gusta todo alimento rojo, como la ketchup.
Masamunya Dokuganryu (独眼竜まさむに?)
 Seiyū: Noriaki Sugiyama
Un gato que está enamorado de Nyanpire, a pesar de saber que Nyanpire es un chico.
Nyatenshi (にゃてんし?)
 Seiyū: Jun Fukuyama
Es un lindo gatito a quien expulsaron del cielo por su comportamiento mujeriego.
Chachamaru (茶々丸?)
 Seiyū: Yuko Goto
Él es un gatito siamés que lleva una cinta ancha, es también el hermano menor de Nyanpire, aunque es mucho más maduro que el. Vive con Misaki junto a Nyanpire.
Mori-kun (毛利くん?)  y Komori-kun (小森くん?)
 Seiyū: Nozomi Maeda
Un par de murciélagos que están algo relacionadas con el vampiro que le dio vida a Nyanpire...
Misaki-chan (美咲ちゃん?)
 Seiyū: Shion Hirota
Dueña humana de Nyanpire.

## Medios

### Anime
En enero de 2011, el estudio de animación japonés Gonzo anunció que producirían una adaptación a anime del manga, dirigida por Takahiro Yoshimatsu y escrita por Natsuko Takahashi, la serie comenzó a transmitirse en Japón en julio de 2011. El tema de cierre es "Nyanpire Gymnastics" (にゃんぱいあ体操 Nyanpaia Taisō?) de Natsuko Aso y Hyadain.
| # | Título | Fecha de Emisión Japón   |
| --- | --- | ------------------------ |
| | |                          |
| 01 | «Dame Sangre, nya» «Chii Kure nya» (血ぃくれにゃ)                                                          | 6 de julio de 2011       |
| Nyanpire va al refrigerador a buscar algo que comer.                                                                                   | |                          |
| 02 | «El dragón de un solo ojo hace su entrada, Masamunya!» «Dokugan-ryū Masamunya Tōjō» (独眼流まさむにゃ登場) | 13 de julio de 2011      |
| Masamunya, un gato samurai llega y se enamora de Nyampire, pero descubra que es un chico.                                              | |                          |
| 03 | «Entra Nyatenshi» «Nyatenshi-san Tōjō» (にゃてんしさん登場)                                                | 20 de julio de 2011      |
| Nyanpire se hace amigo de Nyatenshi, un angel sacado del cielo por su comportamiento. Lo que hace que Masamunya se ponga celoso.       | |                          |
| 04 | «La historia de Nyatenshi» «Nyatenshi-san Monogatari» (にゃてんしさん物語)                                 | 27 de julio de 2011      |
| Nyatenshi cuenta la historia de como fue echado del cielo, para luego decir que era una mentira.                                       | |                          |
| 05 | «Mucho gusto» «Hajimemashite» (はじめまして)                                                               | 3 de agosto de 2011      |
| Nyanpire conoce a Chachamaru, un gato que trae su dueña Misaki, con quien no se lleva bien.                                            | |                          |
| 06 | «¿Quieres venir a mi casa?» «Uchi ni Konai ka» (うちに来ないか)                                            | 10 de agosto de 2011     |
| Masamunya esta pensando en invitar a Nyampire a vivir con el.                                                                          | |                          |
| 07 | «Mori-Kun y Komori-kun aparecen» «Mōri-kun to Komori-kun Tōjō» (毛利くんと小森くん登場)                    | 17 de agosto de 2011     |
| Nyanpire conoce a dos murciélagos llamados Mori-kun y Komori-kun.                                                                      | |                          |
| 08 | «Festival de Verano» «Natsu Matsuri» (夏祭り)                                                              | 24 de agosto de 2011     |
| Masamunya intenta complacer a Nyanpire durante un festival de verano.                                                                  | |                          |
| 09 | «Mi primer Mandado» «Hajimete no Otsukai» (はじめてのおつかい)                                             | 31 de agosto de 2011     |
| Nyanpire se preocupa cuando Chachamaru va solo a hacer las compras.                                                                    | |                          |
| 10 | «El Sacrificio del Guerrero Masamunya» «Bushi Masamunya no Kenshin» (武士まさむにゃの献身)                 | 7 de septiembre de 2011  |
| Preocupado por la salud de Nyanpire, Masamunya lo pone a hacer ejercicio.                                                              | |                          |
| 11 | «Halloween» «Harowin» (ハロウィン)                                                                         | 14 de septiembre de 2011 |
| Nyanpire y sus amigos deciden disfrazarse para Halloween.                                                                              | |                          |
| 12 | «Vampiro una vez más» «Banpaia Futatabi» (ヴァンパイア再び)                                                | 21 de septiembre de 2011 |
| Como los vampiros son inmortales, Nyanpire sobrevivirá a Misaki, Chachamaru, Nyatenshi y Masamunya, lo que deja a Nyanpire preocupado. | |                          |